# Гранд-канал
Гранд-канал або Великий канал (італ. Canal Grande) — найвідоміший канал Венеції на острові Ріальто. Є одним з головних транспортних шляхів міста.  
Мабуть саме через канал острів і назвали Ріальто. Латинське rivus altus, тобто «протока глибока», модифікувалося в назву.
Канал проходить через все місто. Починаючись з лагуни біля вокзалу, він проходить через все місто, повторюючи перевернену букву S і закінчується, з'єднуючись з каналом Сан-Марко і каналом Ла-Джудекка біля будівлі митниці.  
Довжина каналу становить 3 800 метрів, ширина — від 30 до 70 метрів, глибина — близько 5 метрів.
Набережних у каналу практично немає, їх замінюють фасади будинків, що виходять до каналу. Ці будинки, як правило, побудовані на палях, при цьому мають два виходи — на сушу і на воду.  
Гранд-канал — зосередження найкрасивіших будівель міста. Саме через це венеційці називають свою головну водну артерію — «Канал-палац» (італ. Canalazzo). На берегах каналу розташовано більше 100 палаців, серед них: Ка' Реццоніко, Ка' д'Оро, Ка' Фоскарі, Палаццо Барбаріґо та багато інших.
Оскільки основний рух зосереджений уздовж каналу, то через водну артерію прокладено всього лише три мости: міст Ріальто, міст Академії і міст Скальці. У 2007 відкритий четвертий міст (Ponte di Calatrava) через канал між вокзалом і пьяцаллє Рома.  Пересуватися по каналу можна на гондолах або вапоретто. Альтернативу мостам при перетині каналів можуть скласти трагетто.

## Галерея

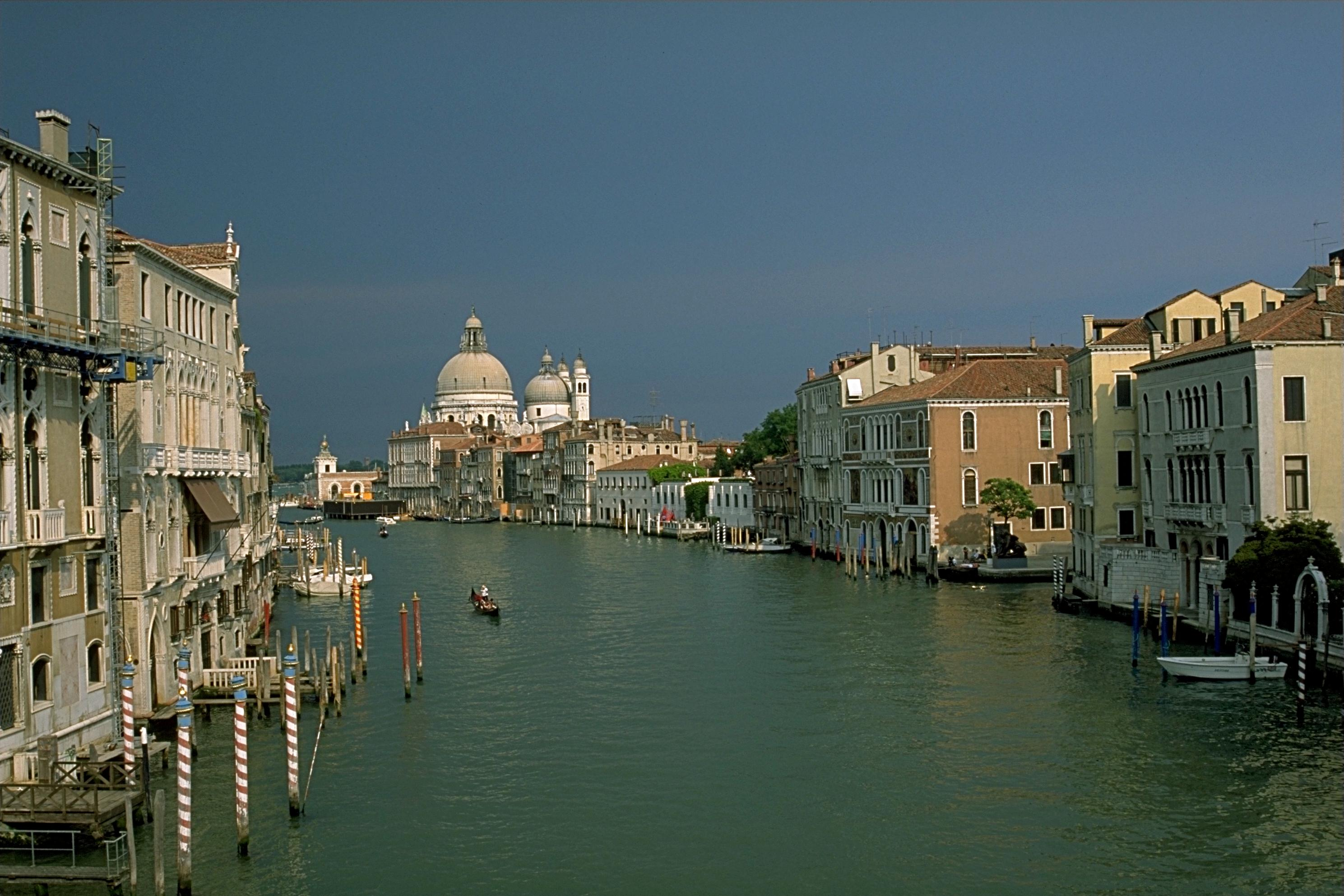
Гранд-канал у Венеції
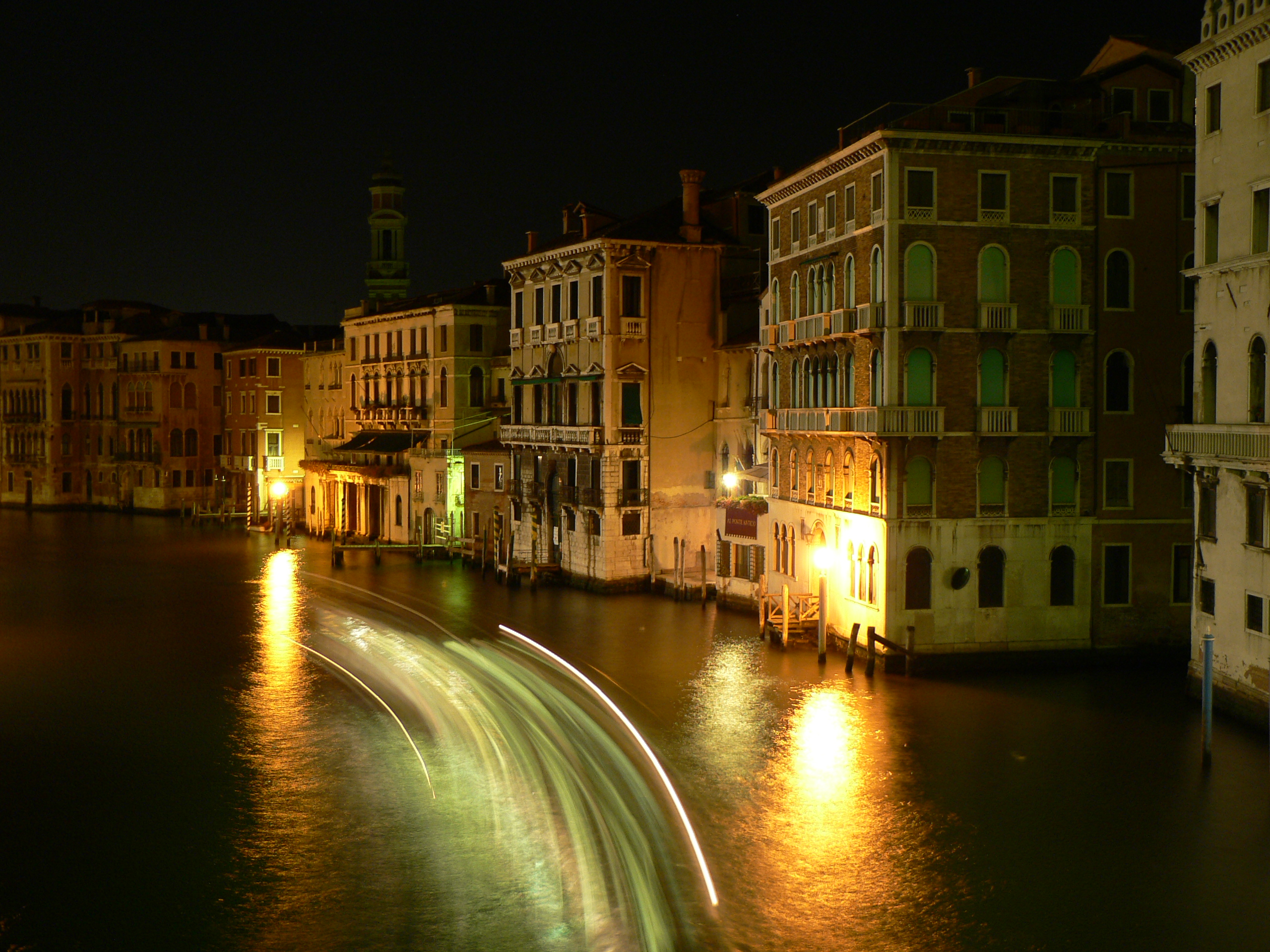
Гранд-канал вночі
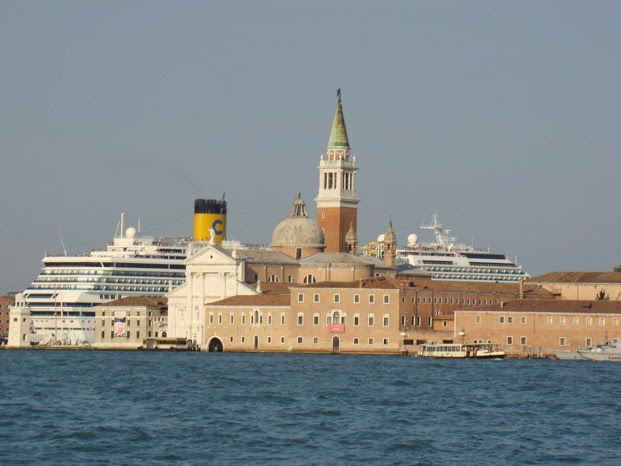
Океанський лайнер неподалік каналу
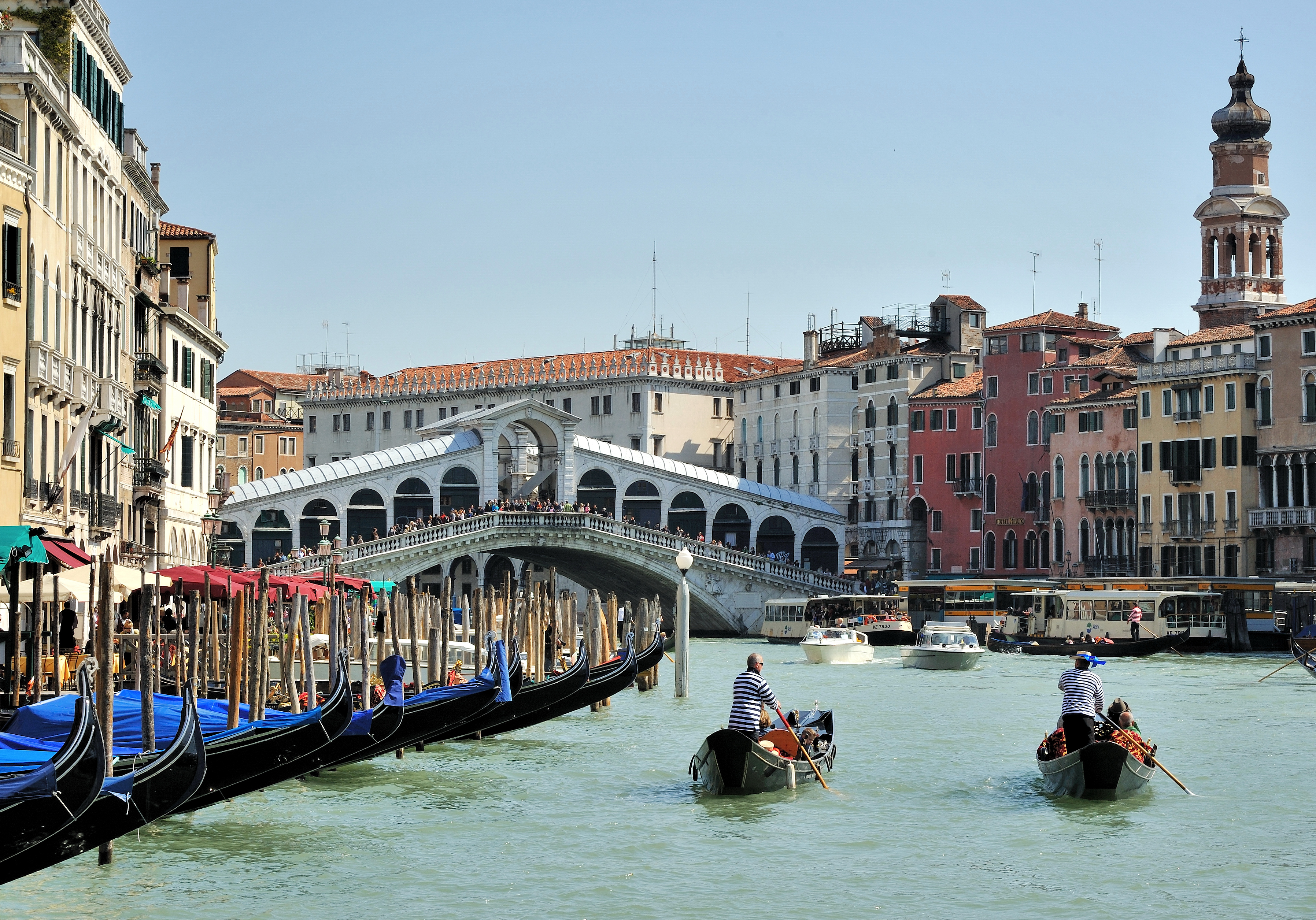
Двоє гондольєрів з клієнтами на борту виїжджають з ряду гондол на Гранд-каналі біля мосту Ріальто.
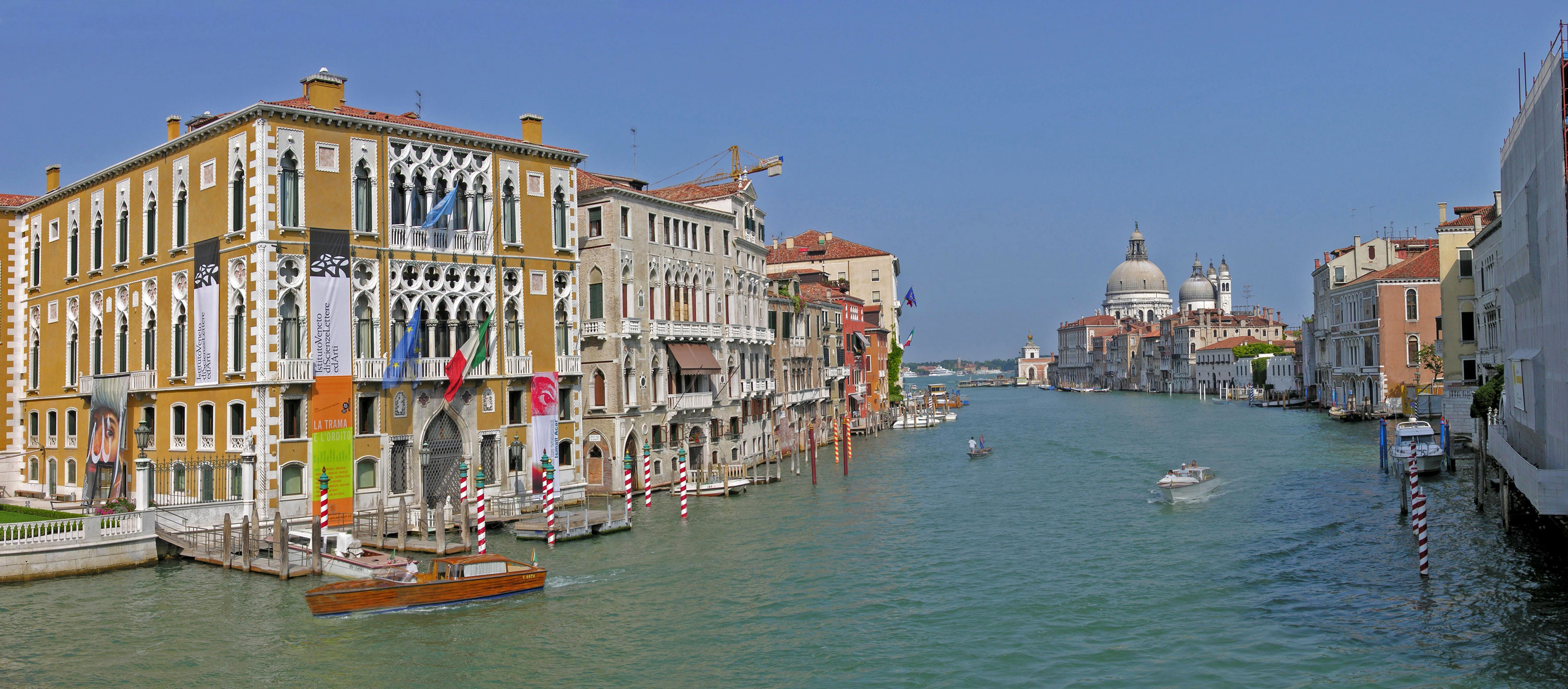
Гранд-канал від мосту Академії; на передньому плані Палаццо Каваллі-Франкетті, вдалині Санта-Марія-делла-Салюте.
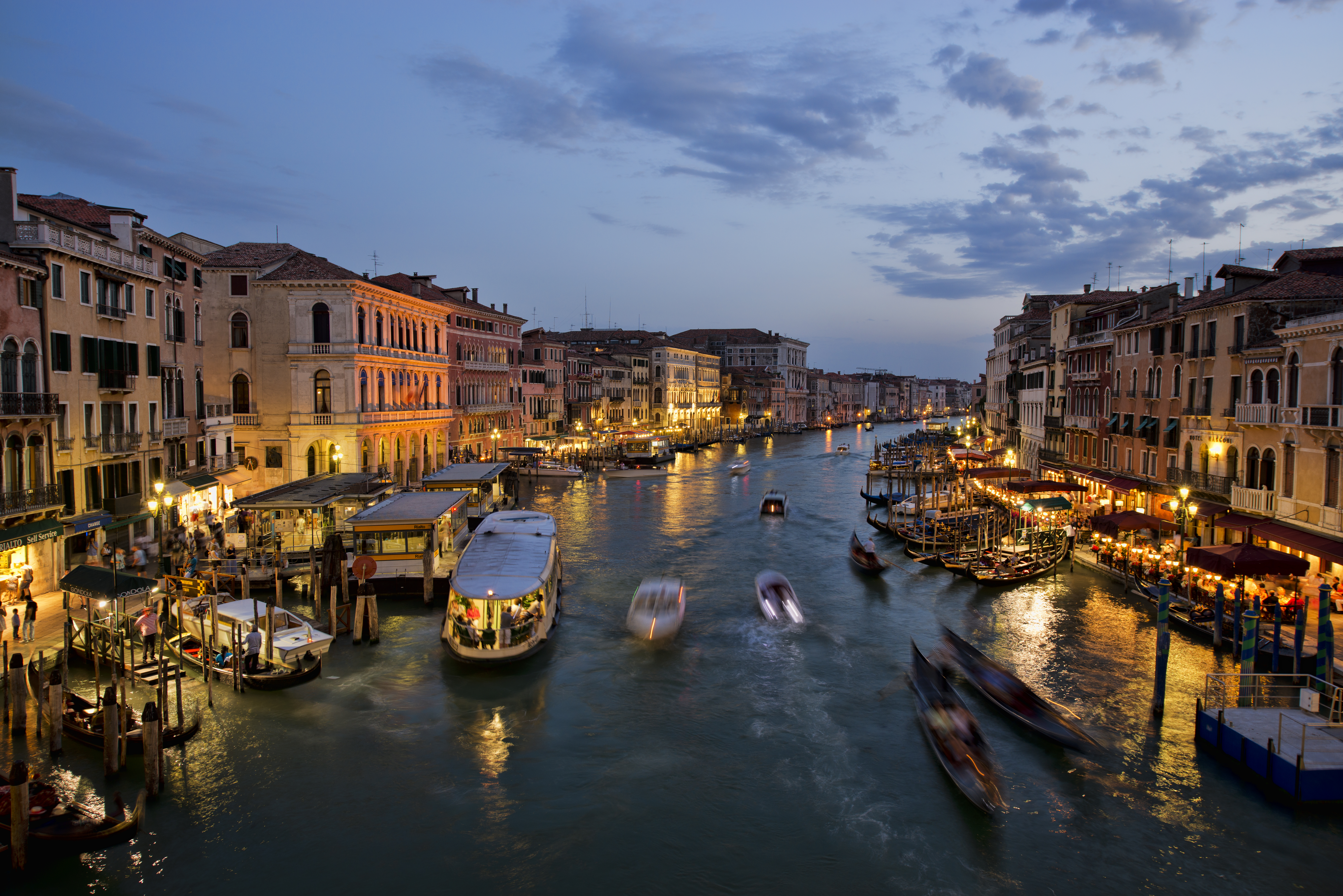
Великий канал у Венеції, Італія, знятий вночі з мосту Ріальто
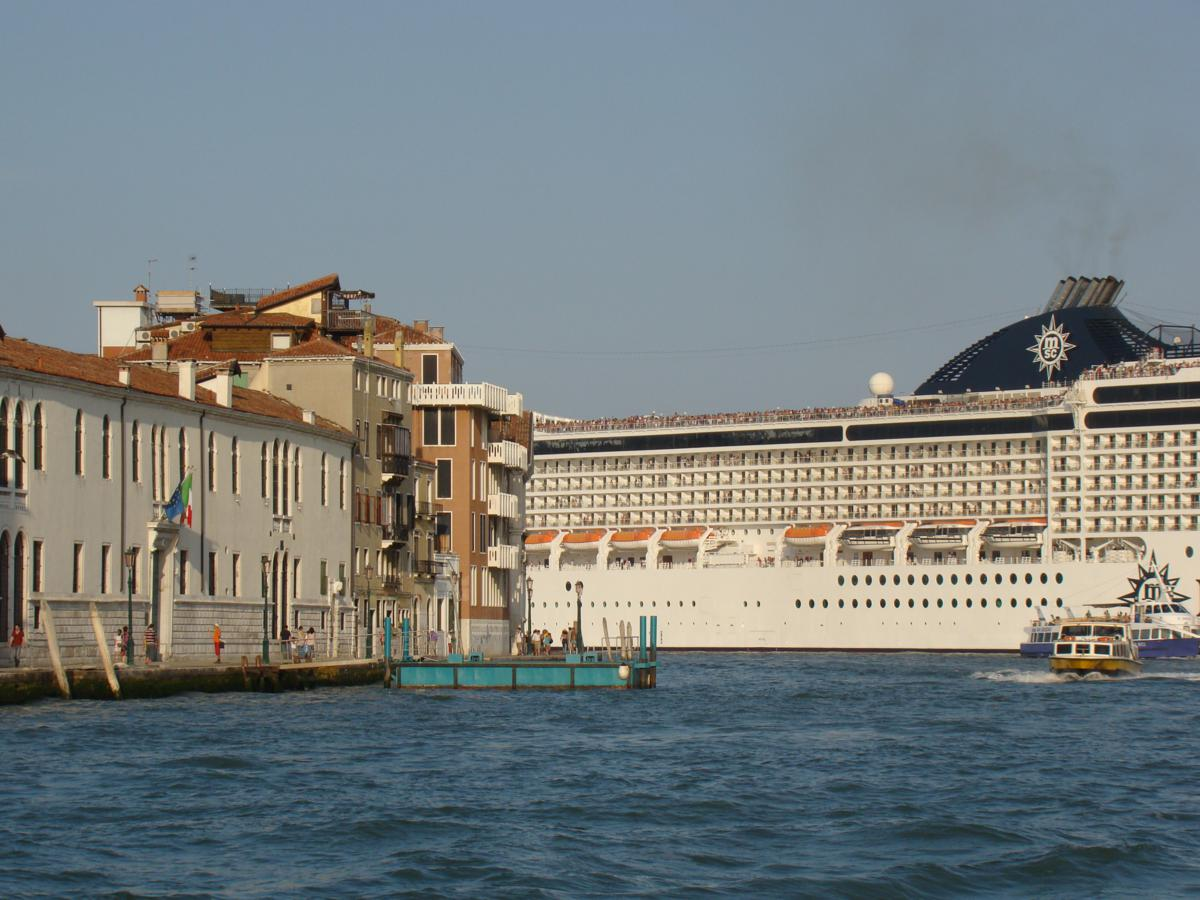
Океанський лайнер заходить у Великий канал

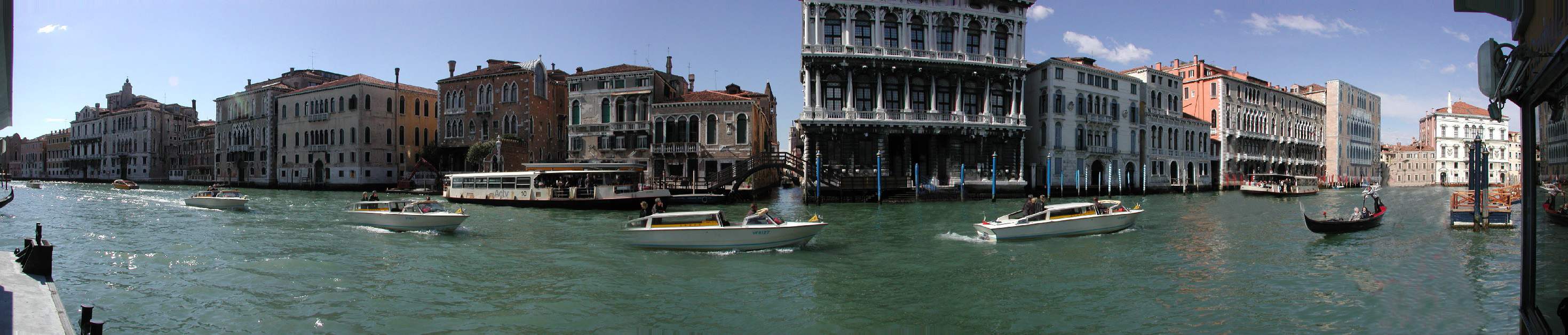
Панорама Гранд-каналу

Панорама Гранд-каналу